# Конектом

Трактографія людського мозку

Конекто́м — це повна мапа і опис структури зв'язків у нервовій системі організму.

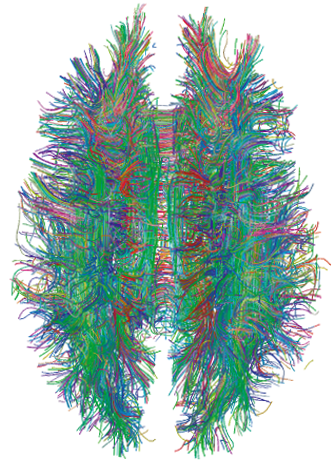
Тракти білої речовини в мозку людини, візуалізовані МРТ-трактографією

Нервова система організму складається з нейронів, які спілкуються через синапси. Конектом створюється шляхом відстеження нейрональної активності в нервовій системі та картографування, де нейрони з’єднані через синапси.
Галузь досліджень конектоміка включає в себе картографування та аналіз архітектури міжнейрональних зв'язків. Картографуючи конектом, вчені сподіваються розгадати механізми, що лежать в основі сприйняття, пізнання, емоцій і поведінки, а також надати нове розуміння патофізіології неврологічних і психічних розладів.

## Мережеве відображення зв'язків у мозку людини
Вперше, у 1986 році був описаний конектом черва Caenorhabditis elegans, нервова система якого налічує лише 302 нейрони. Команда вчених нанесла на карту всі 7000 з'єднань між нейронами. Щодо мозку людини, то він налічує у собі близько 100 мільярдів нервових клітин і у 10 000 разів більше зв'язків між ними. Зрозуміло, що конектом такої структури буде включати в себе надзвичайно великий об'єм інформації. Вважають, що у зв'язках між нейронами закладено багато аспектів людської індивідуальності, таких як особистість і інтелект, тому опис конектома людини може стати великим кроком у розумінні багатьох розумових процесів. Визначення конектома черва-нематоди зайняло більш ніж 12 років кропіткої праці. Для створення конектома мозку людини необхідно мати більш прогресивні автоматизовані технології, які збільшать швидкість знаходження міжклітинних контактів.
Назва «конектом» була запропонована у 2005 році, незалежно один від одного, двома дослідниками Олафом Спорнсом та Патріком Хеґменном, за аналогією з терміном «гено́м».

## Дослідження конектома
Дослідження коннектома було в центрі уваги багатьох нейронаукових дисциплін. Одна з головних цілей дослідження коннектомів — зрозуміти, як нейронні зв’язки сприяють обробці та інтеграції сенсорної інформації, когнітивних функцій і поведінки. Ось деякі з сучасних напрямків досліджень коннектоміки:
- Коннектоміка розвитку: ця галузь дослідження має на меті зрозуміти, як коннектом формується під час розвитку та як його структура змінюється з часом. Вивчаючи, як нейронні зв’язки формуються та розвиваються, дослідники сподіваються отримати розуміння механізмів, які лежать в основі розвитку мозку, і визначити фактори, які можуть впливати на його роботу.[3][4]
- Функціональна коннектоміка: ця область дослідження зосереджена на розумінні того, як нейронні зв’язки впливають на роботу мозку. Дослідники використовують такі методи, як функціональна МРТ, щоб визначити моделі мозкової активності, пов’язані з конкретними завданнями або психічними станами. Співвідносячи ці моделі активності з даними коннектомів, дослідники сподіваються отримати уявлення про те, як нейронні схеми обробляють та інтегрують інформацію.[5][6][7][8][9]
- Порівняльна коннектоміка: ця галузь дослідження зосереджена на порівнянні коннектомів різних видів, щоб зрозуміти, як нейронні ланцюги еволюціонували, щоб підтримувати різні поведінки та функції. Порівнюючи коннектоми різних видів, дослідники сподіваються отримати розуміння фундаментальних принципів, що лежать в основі функціонування мозку та еволюції.[10]
- Патологічна коннектоміка: Інша область дослідження коннектомів зосереджена на розумінні того, як коннектоми змінюються при неврологічних і психічних розладах. Дослідники використовували коннектомний аналіз, щоб визначити зміни в зв’язках мозку, пов’язані з такими захворюваннями, як хвороба Альцгеймера, шизофренія та аутизм. Розуміючи, як коннектом впливає на ці розлади, дослідники сподіваються розробити нові методи лікування та втручання.[11][12][13][14]
- Аналіз мережі: передбачає використання математичних і обчислювальних моделей для аналізу властивостей нейронних мереж. Дослідники використовують мережевий аналіз для вивчення структури та функції нейронних ланцюгів, а також для визначення моделей зв’язку, які можуть бути порушені при неврологічних і психічних розладах.[15][16][17][18]

Загалом, дослідження коннектомів — це галузь, яка швидко розвивається, і дає нові знання про організацію та функціонування нервової системи. Зображуючи коннектом, дослідники сподіваються отримати глибше розуміння мозку та його складності, а також розробити нові методи лікування неврологічних та психічних розладів.

## Методи вивчення коннектома
Вивчення коннектома вимагає поєднання методів з різних галузей, включаючи нейронауку, інформатику та інженерію. Ось деякі з основних методів, які використовуються в дослідженні коннектомів:

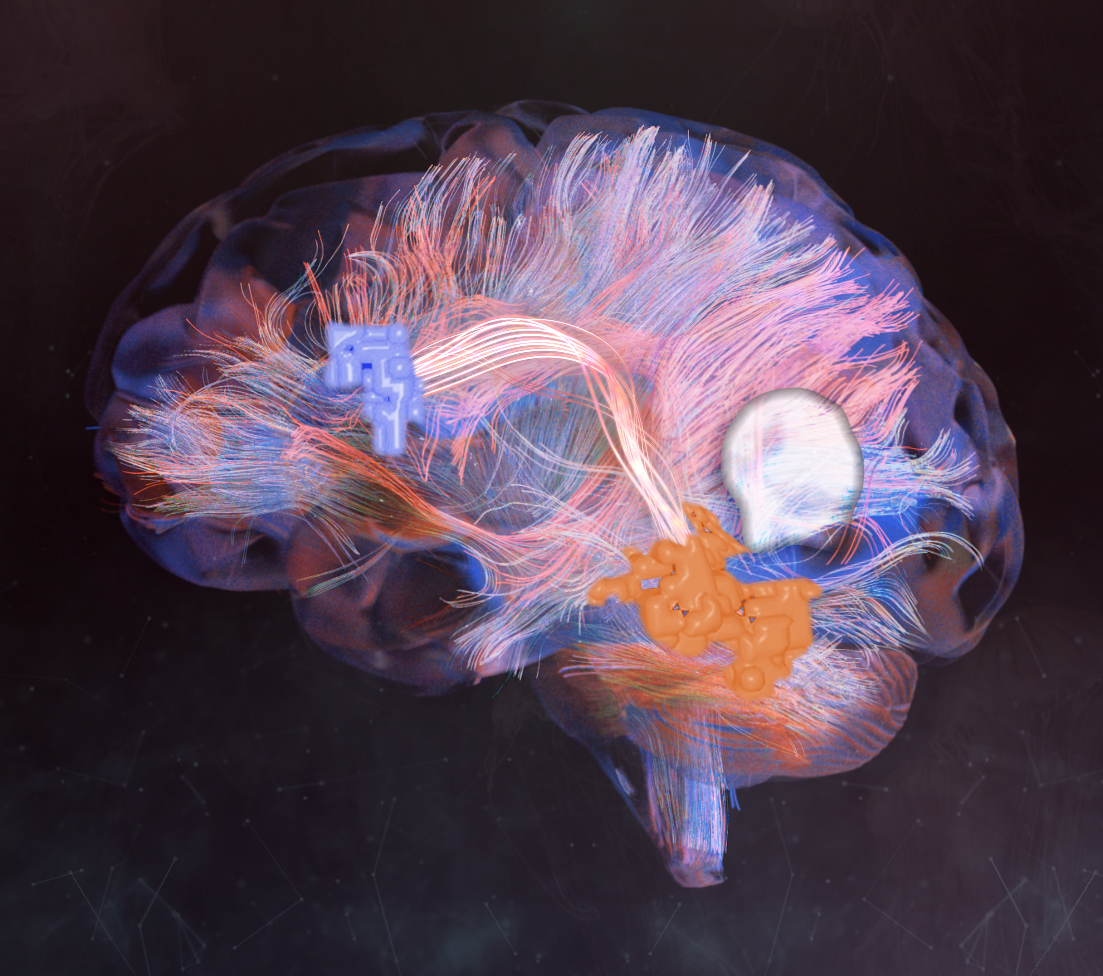
Серії зображень дифузійної МРТ використовуються для картування шляхів (трактів) білої речовини, а серії фМРТ використовуються для оцінки того, як кровотік корелює між з’єднаними ділянками сірої речовини.

- Серії зображень дифузійної МРТ використовуються для картування шляхів (трактів) білої речовини, а серії фМРТ використовуються для оцінки того, як кровотік корелює між з’єднаними ділянками сірої речовини.Дифузійна МРТ: дифузійна магнітно-резонансна томографія (МРТ) — це неінвазивний метод нейровізуалізації, який можна використовувати для дослідження шляхів білої речовини в мозку. Він працює шляхом вимірювання руху молекул води в мозку та використання цієї інформації для визначення напрямку та організації волокон білої речовини.
- Електронна мікроскопія — це метод візуалізації з високою роздільною здатністю, який можна використовувати для візуалізації окремих нейронів та їхніх зв’язків. Використовуючи ЕМ для зображення тонких шматочків мозкової тканини, дослідники можуть створити детальні карти нейронних зв’язків у певній ділянці мозку.
- Оптогенетика — це техніка, яка дозволяє дослідникам контролювати активність певних нейронів у мозку за допомогою світла. Використовуючи оптогенетику для вибіркової активації або гальмування нейронів, дослідники можуть вивчати функцію певних нейронних ланцюгів та їхній внесок у поведінку.
- Кальцієва візуалізація — це техніка, яка може бути використана для вимірювання активності великих популяцій нейронів у реальному часі. Використовуючи генетично закодовані індикатори кальцію, дослідники можуть відстежувати зміни нейронної активності у відповідь на різні стимули або поведінку.
- Мапування коннектому (картографування коннектому): відноситься до процесу реконструкції повної карти нейронних зв’язків у нервовій системі. Це можна зробити за допомогою різноманітних методів, включаючи електронну мікроскопію, МРТ та ін’єкції індикаторів.[19][20][21]
- Аналіз мережі. Як згадувалося в попередньому розділі, аналіз мережі передбачає використання математичних і обчислювальних моделей для аналізу властивостей нейронних мереж. Ця техніка особливо корисна для вивчення великомасштабних мереж і виявлення моделей з’єднання, які можуть бути порушені при неврологічних і психічних розладах.

Загалом, ці методи забезпечують потужний набір інструментів для вивчення коннектома та розуміння організації та функціонування нервової системи.

## Застосування
Знання, отримані в результаті дослідження коннектомів, мають широке значення для розуміння мозку та розробки нових методів лікування неврологічних і психічних розладів. Ось деякі з потенційних застосувань дослідження коннектомів:
- Розуміння розвитку мозку: вивчаючи коннектом під час розвитку, дослідники можуть отримати уявлення про механізми, які лежать в основі розвитку мозку, і визначити фактори, які можуть впливати на проводку мозку. Ці знання можуть зрештою призвести до нових стратегій сприяння здоровому розвитку мозку та запобігання порушенням розвитку.
- Розробка нових методів лікування: визначивши зміни в коннектомі, пов’язані з неврологічними та психічними розладами, дослідники можуть розробити нові методи лікування та втручання. Наприклад, глибока стимуляція мозку (ГСМ або DBS) — це техніка, яка передбачає цілеспрямовану доставку електричної стимуляції до певних ділянок мозку. ГСМ показав перспективу для лікування таких захворювань, як хвороба Паркінсона та депресія.[22][23]Зміни в шляхах білої речовини у пацієнта з хронічною шизофренією.[24]

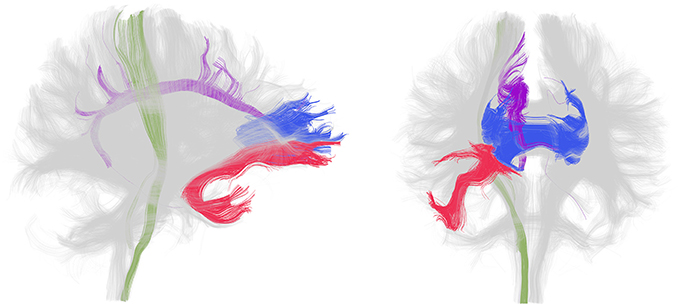
Зміни в шляхах білої речовини у пацієнта з хронічною шизофренією.

- Розвиток штучного інтелекту: архітектура людського коннектому надихнула на нові підходи до штучного інтелекту (ШІ). Імітуючи структуру та функції людського мозку, дослідники сподіваються розробити більш досконалі та ефективніші системи ШІ.[25][26]
- Персоналізована медицина: аналізуючи коннектом людини, дослідники зможуть розробити індивідуальні методи лікування неврологічних і психічних розладів. Це може включати виявлення конкретних моделей зв’язку, які порушені в даній людині, і націлювання на ці схеми за допомогою індивідуального лікування.
- Розуміння людської поведінки: коннектом забезпечує план нейронних ланцюгів, які лежать в основі людської поведінки. Вивчаючи коннектом, дослідники можуть отримати уявлення про механізми, які керують різними аспектами поведінки, від прийняття рішень до соціальної взаємодії.
- Розуміння та оптимізація процесів пізнання, навчання та тренування.

Загалом застосування дослідження коннектомів є широким і різноманітним, що має наслідки для розуміння мозку та розробки нових методів лікування ряду неврологічних і психічних розладів. Оскільки дослідження коннектомів продовжують просуватися, ми можемо очікувати ще більше захоплюючих подій у цій галузі в найближчі роки.

## Аксони, які іннервують м'язи вушних раковин у мишей
Термін конектом вживається деякими дослідниками для означення карти зв'язків не всього організму, а його частини. Так, у 2009 році було опубліковано дослідження конектома аксонів, які іннервують міжщиткові м'язи вушних раковин мишей (англ.: interscutularis muscle connectome).
Влітку 2009 року Національним Інститутом Здоров'я США був започаткований проект «Конектом людини» (англ.: Human Connectome Project) зі стартовим фінансуванням у 30 млн доларів.

### Книги
- Connectome: how the brain's wiring makes us who we are (1st ed). / Seung, Sebastian (2013). Boston: Mariner Books. ISBN 978-0-547-67859-7.
- Micro-, meso- and macro-connectomics of the brain. / Henry Kennedy, David C. Van Essen, Yves Christen. (2018). — Springer Int. ISBN 3-319-80214-3.

### Статті
- Підбірка статей "Коннектоміка" від журналу Neuron (Cell)

### Журнали
- Frontiers in Neural Circuits
- Neural Networks
- NeuroImage
- Biological Psychiatry: Cognitive Neuroscience and Neuroimaging
- Cerebral Cortex
- Cortex
- Cognitive Systems Research
- Neurobiology of Learning and Memory
- Cognitive Neurodynamics

### Ресурси
- Human Connectome Project Young Adult
- Amsterdam Open MRI Collection
- Harvard Brain Genomic Superstruct Project
- Коннектом C. elegans
- NeuPRINT Fly Hemibrain
- Flywire (цілий мозок мухи)
- MICrONS Explorer (коркові дані миші)
- H01 Browser Release (коркові дані людини)